# Terebralia semistriata
Terebralia semistriata là một loài ốc biển, là động vật thân mềm chân bụng sống ở biển thuộc họ Potamididae.

## Phân bố

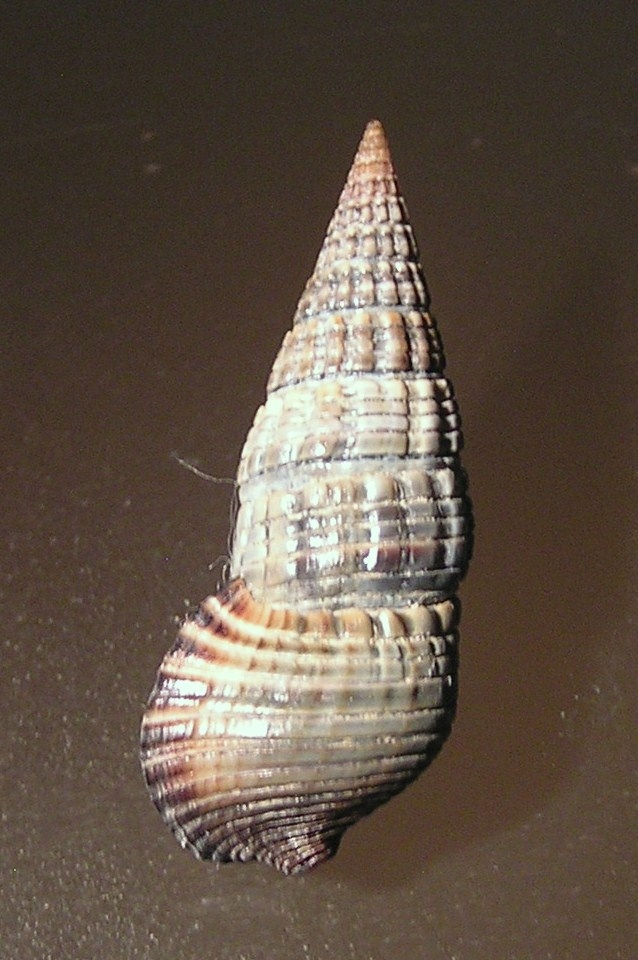
Terebralia semistriata